# Casa Rosada
Casa Rosada (španska izgovarjava: [ˈkasa roˈsaða], dobsedno Rožnata hiša) je dvorec in pisarna predsednika Argentine v Buenos Airesu. Dvorec je uradno znan kot Casa de Gobierno ('vladna hiša'). Običajno predsednik živi v Quinta de Olivos, uradni rezidenci predsednika Argentine, ki je v Olivosu v Velikem Buenos Airesu. Značilna barva Casa Rosada je otroško roza in velja za eno najbolj simboličnih stavb v Buenos Airesu. V stavbi je tudi muzej, ki vsebuje predmete, povezane z nekdanjimi predsedniki Argentine. Razglašen je za nacionalni zgodovinski spomenik Argentine.

## Zgodovina
Casa Rosada stoji na vzhodnem koncu Plaza de Mayo, velikega trga, ki je bil od ustanovitve Buenos Airesa leta 1580 obkrožen s številnimi najpomembnejšimi političnimi institucijami v mestu in Argentini. Prvotno ob obali Río de la Plata je najpej mesto zasedla Trdnjava Juana Baltazarja Avstrijskega, zgradba, zgrajena po ukazu ustanovitelja Buenos Airesa, kapitana Juana de Garaya, leta 1594. 1713 to nadomesti zidana konstrukcija (Grad San Miguel) skupaj s stolpiči je postala učinkovito živčno središče kolonialne vlade. Po osamosvojitvi je predsednik Bernardino Rivadavia dal leta 1825 na vhodu zgraditi neoklasicistični portik, stavba pa je ostala nespremenjena, dokler leta 1857 trdnjava ni bila porušena v korist nove carinske zgradbe. Pod vodstvom britansko-argentinskega arhitekta Edwarda Taylorja je zgradba z italijansko arhitekturno podobo delovala kot največja zgradba Buenos Airesa od 1859 do 1890-ih.
Upravni prizidek stare utrdbe, ki je preživel gradnjo Taylorjeve carinarnice, je Bartolomé Mitre v 1860-ih uvrstil med predsedniške pisarne in njegov naslednik Domingo Sarmiento, ki je sivo zgradbo polepšal s terasami, vrtovi in kovanim železjem. zunanjost naj bi bila pobarvana v roza, da bi ublažila politične napetosti z mešanjem rdečih in belih barv dveh nasprotnih političnih strank v državi: rdeča je bila barva federalistov, bela pa unitaristov. Druga razlaga kaže, da je prvotna barva vsebovala kravjo kri, da bi preprečila škodo zaradi vlage. Sarmiento je leta 1873 odobril tudi gradnjo sosednje centralne pošte, pri čemer je naročil švedsko-argentinskega arhitekta Carla Kihlberga, ki je zasnoval to, enega prvih številnih primerov arhitekture drugega francoskega cesarstva v Buenos Airesu.
Predsednik Julio Argentino Roca, ki je predsedoval socialno-ekonomskemu razcvetu brez primere, je leta 1882. naročil arhitektu Enriqueju Abergu, da utesnjeno državno hišo nadomesti s sosednjo centralno pošto. Po delih na integraciji obeh struktur je arhitekt Francesco Tamburini leta 1884 zgradil ikonični italijanski obok med njima. Nastala državna hiša, ki je bila še vedno znana kot 'Roza hiša', je bila končana leta 1898 po širitvi na vzhod, kar je povzročilo uničenje carinarnice.
Leta 1957 je bil ustanovljen Zgodovinski muzej, v katerem so bili predstavljeni predsedniški spominki in izbrani predmeti, kot so lente, palice, knjige, pohištvo in tri kočije. Ostanki nekdanje utrdbe so bili delno izkopani leta 1991, nepokrite strukture pa vključene v muzej Casa Rosada. Ta dela, ki so za stavbo, so pripeljala do preusmeritve avenije Paseo Colón, ki je poenotila Casa Rosada s Parque Colón (park Columbus) za njo. Leta 2009 so bili napovedani načrti tudi za obnovo preživelih delov Taylorjeve carinarnice.
Sama Casa Rosada je bila obsežno prenovljena. Delo se je končalo ob dvestoletnici majske revolucije leta 2010, ki je privedla do neodvisnosti.

## Razvoj Casa Rosada

### Trdnjava
Leta 1536 je don Pedro de Mendoza postavil naselje blizu ustja Riachuelo de los Navíos, imenovano Nuestra Señora del Buen Ayre. Leta 1580 je Juan de Garay ustanovil mesto na kraju, kjer naj bi bil Plaza Mayor (danes Plaza de Mayo), in ga poimenoval Santísima Trinidad, medtem ko je pristanišče ohranilo ime prvotne naselbine. Kraljeva trdnjava Don Juan Baltasar de Austria je bila zgrajena leta 1594. Leta 1713 jo je nadomestila trdnejša konstrukcija s stolpi, stražnimi nišami, jarkom in dvižnim mostom, ki je po dokončanju leta 1720 dobil ime Castillo San Miguel (grad sv. Mihaela). Predsednik Bernardino Rivadavia je trdnjavo spremenil leta 1820, dvižni most pa je zamenjal neoklasicistični portik. V tem času je trenutna vladna hiša, ki je bila takrat v namenjena obrambni, postala tudi sedež španske in lokalne vlade.
V muzeju Casa Rosada je ena od topovskih lukenj v delu shrambe skladišča Kraljeve zakladnice.

### Nova carinarnica
Pod vodstvom angleškega arhitekta Edwarda Taylorja je bila leta 1855 zgrajena Nova carinarnica z zadnjimi stenami trdnjave, obrnjenimi proti reki. To je prva javna stavba velikega obsega, ki jo je zgradila mlada trgovska država Buenos Aires; njena polkrožna oblika je imela pet nadstropij za depoje in 51 skladiščnih prostorov z obokanimi stropi, obdanimi z ložami. Od osrednjega stolpa, na vrhu katerega sta bila ura in svetilnik, se je razprostiral 300-metrski pomol, ki je omogočal pristajanje ladij z večjim ugrezom za sidranje. Preko dveh bočnih ramp so vozički, naloženi z blagom, dostopali do manevrskega doka. Uporabljali so ga skoraj štirideset let in ga je projekt Madero Port porušil do prvega nadstropja, njegovi temelji pa so pokopani pod današnjim parkom Colón.

### Palača pošte
Predsednik Domingo Sarmiento je leta 1873 ukazal zgraditi sedež Pošte na odprtem terenu, ki je ostalo po rušenju južnega trakta trdnjave Buenos Aires. Ta projekt je izvedel švedski arhitekt Carlos Kihlberg (Carl August Kihlberg) z zasnovo, ki jo je navdihnila italijanska neorenesančna arhitektura in detajli francoskega drugega cesarstva.
Ker se je Vladna hiša v primerjavi s to novo Poštno stavbo zdela popolnoma nepomembna, je predsednik Julio Roca oddelek gradbenih inženirjev pozval, naj pripravi projekt za razširitev in popravilo prve. Projekt, ki ga je predložil švedski arhitekt Henrik Åberg je predlagal  rušenje trdnjave in gradnjo druge stavbe, ki je identična Pošti, in jo ločil z vključitvijo dolgega balkona v prvem nadstropju za uporabo oblasti med javnimi praznovanji in paradami. To je bil konec trdnjave, ki je v sedanjem muzeju Vladne hiše mogoče videti le nekatere stene in eno od topovskih lukenj. Iz estetskih razlogov in za rešitev problema pomanjkanja prostora je bilo pozneje sklenjeno, da se stavba Pošte vključi v Vladno hišo. Arhitekt Francesco Tamburini je bil najet za to nalogo. Zasnoval je velik osrednji lok, ki je združil obe zgradbi v eno in združil okolico, kjer sta bila Nova carinarnica in Stara arkada, kar je arhitekt razlagal kot zavito osrednjo glavno os, na kateri so bili vhodi, poudarjeno z višjim lokom. 

### Palača
Izgled stavb so tri nadstropja na ulici Balcarce in štiri nadstropja ter klet / galerije muzeja Vladne hiše na ulici Avenida Paseo Colón, ki praktično pokriva dolžino celotnega bloka. Vsi prvotni prostori, ki so na treh glavnih fasadah, imajo neposredno prezračevanje in razsvetljavo, medtem ko so bili prvotni notranji prostori zasnovani tako, da morata prezračevanje in svetloba prihajati iz lože, ki obdaja notranje terase, zasnovane v ta namen. Vse, razen ene, so bile okronane s strešnimi okni, od katerih sta ostali le dve. 
Po dolgem procesu gradnje je bila sedanja stavba leta 1898 med drugim predsedovanjem generala Julia Roce uradno odprta.

## Sobe
Predsednik sedi v svoji pisarni na sedežu, imenovanem sedež Rivadavije. Sam sedež dejansko ni pripadal Bernardinu Rivadaviji, prvemu predsedniku Argentine; ampak je namesto tega poklon zgodnjemu državniku.
V dvorani doprsnih kipov so marmornata doprsja številnih predsednikov Argentine, ki so jih izdelovali različni umetniki tako domači kot mednarodni. Seznam ni popoln, saj na njem ni nekaterih voditeljev držav, ki so oblast prevzeli z državnimi udari, niti državnih oblasti v času, ko še ni bilo imenovane predsedniške pisarne (zlasti guverner Juan Manuel de Rosas). Trenutno imajo doprsne kipe samo predsedniki, ki niso bili na položaju vsaj dva zadnja predsedniška mandata; najnovejši je Raúl Alfonsín.

### Notranjost
- Predsedniška pisarna
- Kristus v kraljevi kapeli
- Galerija vitrajev
- Dvorana doprsnih kipov
- Palme v atriju
- Salón Blanco
- Salón Blanco
- Severna dvorana
- Južna dvorana
- Dvorana argentinskih dvestoletnic
- Dvorana dvestoletnih domoljubov Latinske Amerike
- Dvorana dvestoletnih mislecev in pisateljev
- Dvorana dvestoletnih znanstvenikov
- Dvorana argentinskih dvostoletnih slikarjev in slik (Modra dvorana)
- Predsednikovo dvigalo
- Francosko častno stopnišče
- Italijansko častno stopnišče
- Častna dvorana

## Zunanjost
- Chod iz ulice Rivadavia
- Predsedniški balkon
- Italijanski portik
- Portik
- Pogled na severno krilo in porte-cochère
- Casa Rosada (center) leta 1888
- Casa Rosada (1876)
- Pogled z reke (1920) z vodnjakom, kjer je zdaj Plaza Colon